# Europese kampioenschappen kyokushin karate 2009 (IKO Matsushima)
De Europese kampioenschappen kyokushin karate 2009 waren door de International Karate Organisation Matsushima (IKO) georganiseerde kampioenschappen voor kyokushinkai karateka's. De zesde editie van de Europese kampioenschappen vond plaats in het Italiaanse Lecce.

## Resultaten
| Gewichtsklasse | Goud                 | Zilver             | Brons                                 |
| -------------- | -------------------- | ------------------ | ------------------------------------- |
| Lichtgewicht   | Yevgeny Solomennikov | Farid Kasymov      | Yury Chichkov Ilya Kukarin            |
| Middengewicht  | Andrey Noskov        | Gia Gvenetadze     | Sergey Doronin Maxim Targaev          |
| Zwaargewicht   | Zsombor Magosi       | Konstantin Fedorov | Csaba Orehovski Alexander Karshigeyev |